# Château de Varennes (Rhône)
Le château de Varennes est un ancien château fort, du XIe siècle, remanié au XVIe siècle et qui se dresse sur la commune française de Quincié-en-Beaujolais dans le département du Rhône en région Rhône-Alpes.

## Situation
Le château de Varennes est situé dans le département français du Rhône, au nord-ouest de Lyon, sur la commune de Quincié-en-Beaujolais, offrant un panorama sur le mont Brouilly.
Rattaché à la commune de Quincié-en-Beaujolais lors de la Révolution française, le château appartenait initialement à l'ancienne seigneurie de Varennes qui s'étendait sur la quasi-totalité de l'actuelle commune de Marchampt, la vallée de Romarand et quelques hameaux de l'ouest de Quincié.  

## Histoire
Du XIe au XVIe siècle, différentes familles ont possédé le château de Varennes.
Le château de Varennes a suivi la fortune de ses maîtres : modeste et humble sous les Villion et les Maréchal, il dut être riche et magnifique au temps des sires de Beaujeu et de la puissante famille des Nagu qui posséda Varennes de 1395 à 1769.
Au XIe siècle, le fief appartient à Pierre de Varennes et ses descendants. Au XIVe siècle, le jeudi après Pâques 1322, Hugonin Maréchal, fils de Geoffroy, vendit Varennes à Guichard V, Sire de Beaujeu.
En 1395 Édouard II, Sire de Beaujeu, donna la terre de Varennes au Sieur Jean Nagu, son écuyer, pour lui et ses descendants afin, disait-il, de le récompenser de ses services.
Ainsi tout au long du XVe et XVIIIe siècles, la famille Nagu marqua l'histoire du lieu. La famille Nagu avait reçu son nom du fief de Nagu situé à Ouroux dans le Rhône. Les Nagu seront anoblis plus tard. François de Nagu obtint l'érection de la Seigneurie de Varennes en marquisat par lettres patentes de décembre 1618. 
Il fut un personnage : nommé bailli et gouverneur de Mâcon par la reine Marie de Médicis en 1611, gentilhomme du roi Louis XIII, conseiller d’État en 1617, maréchal de camp sous le prince de Condé, ambassadeur extraordinaire en Suède en 1630, commandant en Bresse, Bugey et Bourgogne, nommé en 1637 Lieutenant Général des Armées du Roi, il mourut à Aigues-Mortes et fut inhumé à Marchampt.
Les Nagu, éblouis par les splendeurs de la capitale et les fêtes du château de Versailles, avaient quitté la province et s'étaient établis à Paris. Charles Gabriel de Nagu vendit le Marquisat de Varennes en 1769 à Monsieur Pierre Giraud, officier des cent gardes suisses du corps du Roi et secrétaire du Roi auprès de la cour des monnaies de Lyon.
Pierre Giraud se trouvait à la Toussaint 1793 dans son bois de Montoux et faisait marquer des arbres, quand deux gendarmes se présentèrent avec un mandat d’arrêt. Après un séjour en prison, il passa en jugement. Il fut accusé de s’être trouvé aux Tuileries la Journée du 10 août 1792 et d’avoir favorisé la fuite du Roi Louis XVI. Le 4 juillet 1794, il fut condamné à mort et guillotiné, fait exceptionnel dans le Rhône.
Le château fut confisqué, déclaré propriété nationale et mis en vente en 16 lots au plus offrant à la bougie éteinte.
Diverses enchères s’ensuivirent. Les frères Allemand achetèrent Varennes. Le 12 décembre 1809, François et Hector Allemand vendirent le château de Varennes à Antoine-Marie Belliard et à son gendre Jean Mathieu, demeurant à Saint-Lager, ancêtres de la famille Charvériat, originaire de l’Ain (Montceaux et Chaveyriat), qui en est propriétaire depuis plus de deux siècles.

## Architecture

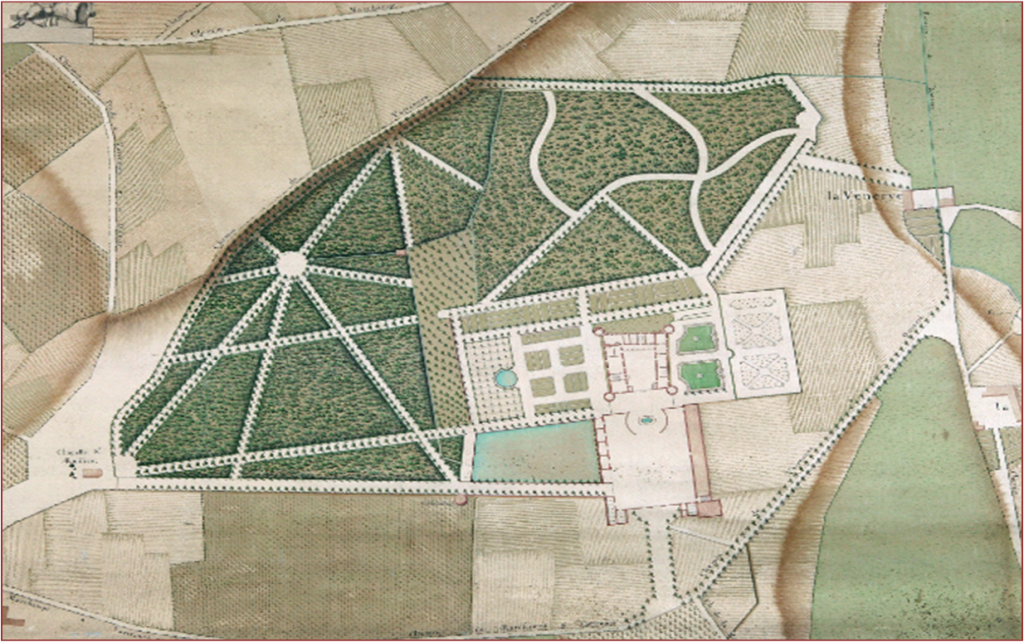
Le plan du château de Varennes, 1764.

Le château actuel comporte des parties subsistantes du XIe siècle, et les communs datent du XVIe siècle.
La première construction de ce château date du milieu du XIe siècle et on peut encore admirer le pavillon d’entrée qui précède les communs. Cette Tour Carrée, parfaitement conservée, présente des fenêtres à meneaux, un bel escalier de pierre et une cave dont la voûte est soutenue par un pilier central. Après le XIe siècle, Varennes évolue d’une place forte à une demeure seigneuriale : les fossés sont comblés.
Les communs, bâtiments des vignerons, datent du début du XVIe siècle. Ils comportent une magnifique halle supportée par des piliers de bois aux moulures gothiques. Elle donne accès aux caves agrandies au XIXe siècle et au cuvage où le vin de la propriété est élevé.
À l’ouest, les écuries ont été construites au XVIIIe siècle. On peut admirer les pierres sculptées en volutes qui encadrent les porches construits pour faciliter l’entrée des attelages. Dans la partie droite de ce bâtiment subsiste un four à pain qui précéda la construction d’un four plus récent placé dans la petite dépendance au centre de cette cour.

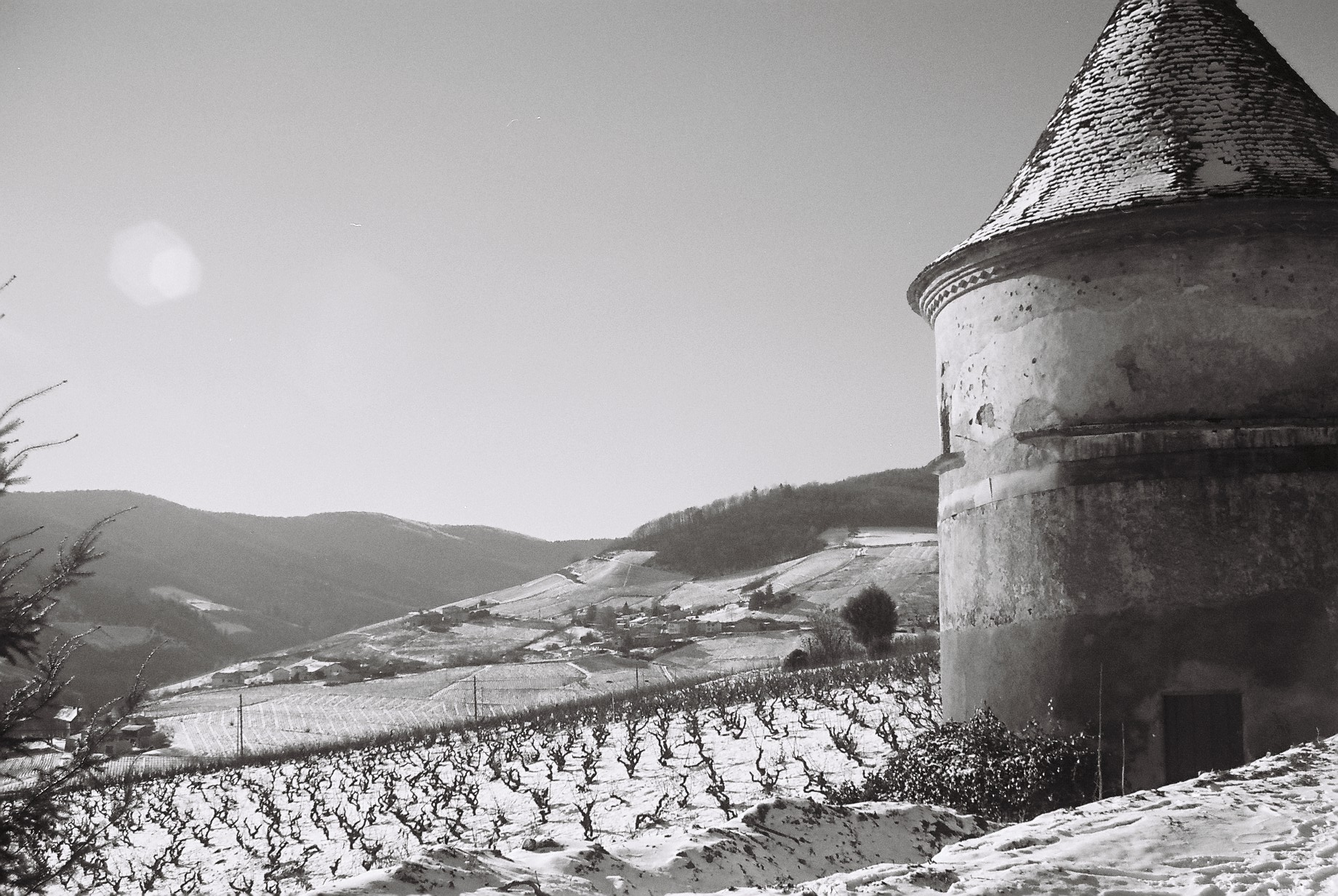
Le pigeonnier.

Le pigeonnier seigneurial, avec ses alvéoles et son échelle pivotante, date de la fin du XVIe siècle, tout comme les restes de la chapelle, sous le vocable de Saint-Émilien, bâtie un peu plus loin au milieu des vignes par Jean de Nagu en 1577.
La partie principale du château a été presque entièrement reconstruite à la fin du XVIe siècle. 
Pendant les guerres de Religion, les Huguenots pillèrent et ravagèrent Varennes à plusieurs reprises, notamment en 1563 où la châtelaine d’alors se sauva et ne dut son salut qu’à son déguisement de servante. Son fils, le chanoine Pierre de Nagu, déshabillé, puis revêtu d’un costume de mendiant, fut traîné sur un âne jusqu’à Belleville où il mourut peu après.
Les tours rondes aux toits coniques sont décorées de niches agrémentées d’une coquille Saint-Jacques, symbole fréquemment utilisé à la Renaissance.
La cour intérieure, exposée plein sud, est encadrée de bâtiments agencés en fer à cheval. En son centre subsiste le puits, élément vital du château. Les toitures très pentues, aux tuiles plates bourguignonnes, représentent une superficie d’environ un hectare. La charpente à la française rappelle l’ossature d’un bateau dont certains poinçons sont sculptés.
La galerie Renaissance aux arcs en anse de panier, a été construite devant une façade encore gothique lors des grands remaniements de 1577.
L’escalier d’honneur en pierre de taille, à rampe droite, se situe dans l’aile ouest.

## Activités actuelles

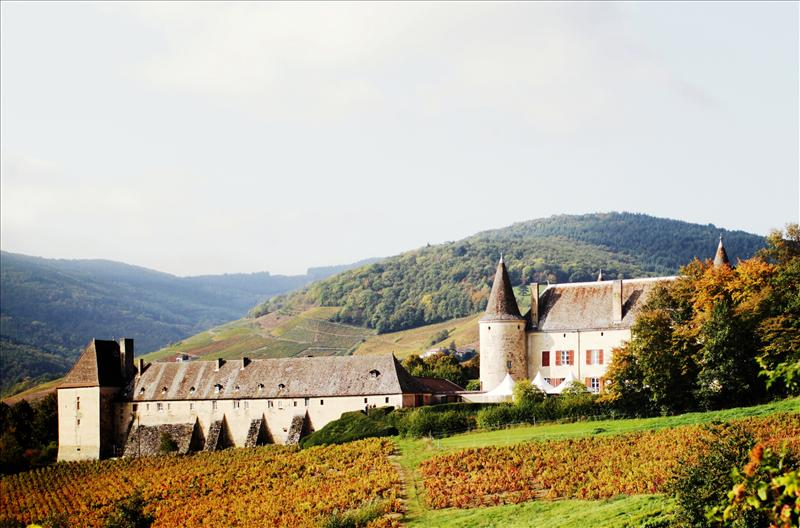
Le château de Varennes.

Le domaine du château de Varennes exploite 28 hectares de vignes en cépage gamay et chardonnay, exposés au Sud, sur des coteaux granitiques, appellation Beaujolais-villages. Par ailleurs le château accueille des réceptions et séminaires privés.